# Grand Prix d'Europe (golf)
Pour les articles homonymes, voir Grand Prix d'Europe.
 (signalé en juillet 2025).
Si vous disposez d'ouvrages ou d'articles de référence ou si vous connaissez des sites web de qualité traitant du thème abordé ici, merci de compléter l'article en donnant les références utiles à sa vérifiabilité et en les liant à la section « Notes et références ».
- Archive Wikiwix
- Bing
- Cairn
- DuckDuckGo
- E. Universalis
- Gallica
- Google
- G. Books
- G. News
- G. Scholar
- Persée
- Qwant
- (zh) Baidu
- (ru) Yandex
- (wd) trouver des œuvres sur Wikidata

L'Epson Grand Prix of Europe était un tournoi de golf figurant au calendrier du Circuit Européen. Il a existé entre 1986 et 1991.

## Palmarès
| année                                             | Vainqueur             | Nationalité    | Score |
| ------------------------------------------------- | --------------------- | -------------- | ----- |
| Epson Grand Prix of Europe Matchplay Championship |                       |                |       |
| 1986                                              | Ove Sellberg          | Suède          |       |
| 1987                                              | Mats Lanner           | Suède          |       |
| 1988                                              | Bernhard Langer       |                |       |
| 1989                                              | Severiano Ballesteros | Espagne        |       |
| Epson Grand Prix of Europe                        |                       |                |       |
| 1990                                              | Ian Woosnam           | Pays de Galles |       |
| 1991                                              | José Maria Olazábal   | Espagne        |       |